# Joan IV de Bretanya
Joan IV de Bretanya també conegut sota el nom de Joan el Conqueridor o Joan el Valent (en bretó Yann IV, nascut el 1339 i mort el 9 de novembre de 1399 a Nantes) fou el primer fill de Joan II de Montfort i de Joana de Flandes i duc de Bretanya. A la mort del seu pare el 1345, en plena guerra de successió, va esdevenir comte de Richmond i de Montfort així com duc pretendent de Bretanya en competició amb Carles de Blois el marit de Joana de Penthièvre, fins al 1364. Després de la victòria final del partit anglo-bretó sobre el partit de Blois el 1364 en la batalla d'Auray, fou reconegut pel Tractat de Guérande signat el 12 d'abril de 1365 com a únic duc de Bretanya.

## Biografia

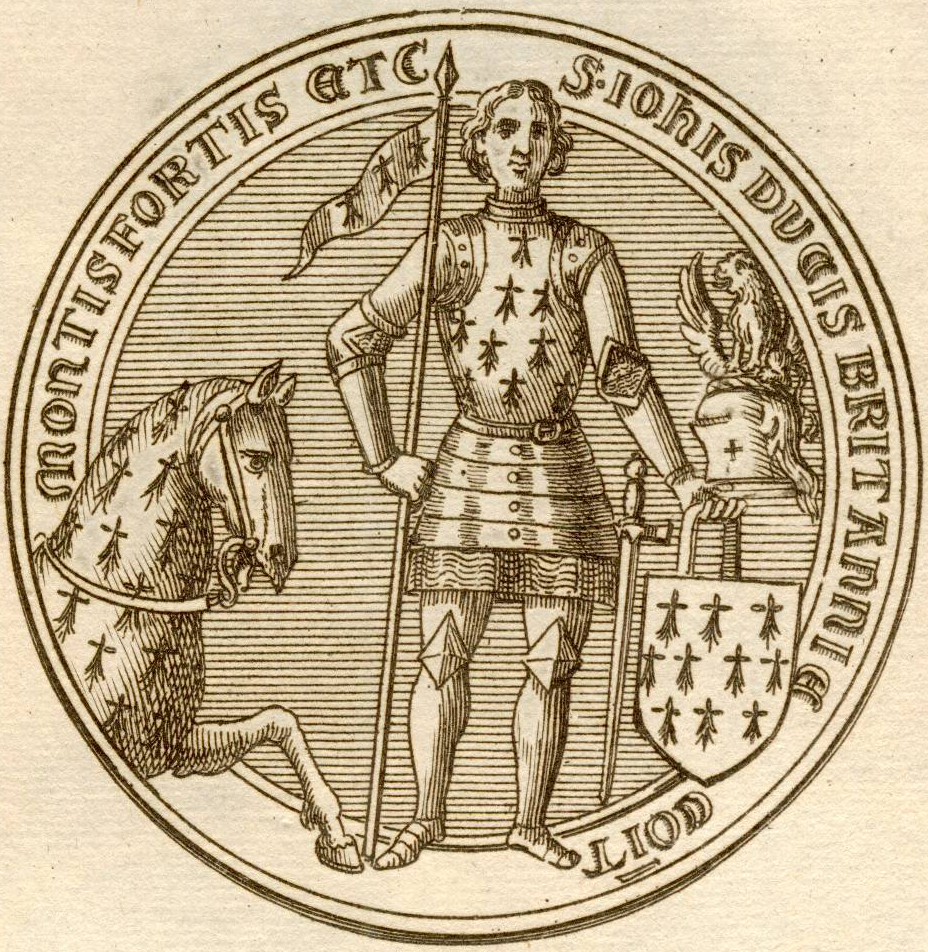
Segell del duc

### Guerra de successió de la Bretanya
El seu pare va morir en plena lluita contra Carles de Blois en el moment de la guerra de Successió Bretona, el 1345, quan Joan no tenia més que sis anys. Va ser la seva mare Joana la Flama qui va prosseguir la guerra, amb diversos èxits. Joan va començar a participar en les operacions militars el 1357. El 1364, assetjava Auray quan es va assabentar que Carles de Blois es preparava per atacar-lo. Ajudat per reforços enviats pel Príncep Negre, va aixafar l'exèrcit enemic i va matar el seu rival Carles de Blois a la batalla d'Auray. Va negociar amb la duquessa Joana de Penthièvre, vídua de Carles de Blois, el primer tractat de Guérande el 1365, qui el reconeixia com a únic duc de Bretanya.

### Exili a Anglaterra
Havia passat nombrosos anys en exili a Anglaterra durant la guerra de Successió que no havia pogut guanyar més que amb l'assistència de tropes angleses, i fou un aliat d'Anglaterra. S'havia casat amb una germana i després amb una nora del Príncep Negre i havia hagut de confiar, o confirmar a diversos capitans i a senyors anglesos el control de llocs forts i dels seus voltants (com a Brest). Enfrontat a la desconfiança de la seva noblesa que li retreia la presència d'aquestes tropes i d'arrogants senyors anglesos dins al seu cercle i el seu govern, es va veure atacat pel rei de França Carles V sense que la noblesa bretona el volgués defensar. Llavors es va haver d'embarcar per a un nou exili a Anglaterra.

### Tornada triomfal
Carles V va confiscar el ducat el 1378 i va intentar reunir-lo a la corona sense tenir en compte els drets de Joan IV ni els de la precedent duquessa Joana de Penthièvre i dels seus fills. La noblesa bretona rebel contra això, amb la mateixa Joana al capdavant, va cridar Joan IV que va desembarcar a Dinard i va reprendre el control del ducat. Aquesta tornada triomfal del duc de Bretanya a les seves terres és el tema de la cançó tradicional An Alarc'h («El cigne» en bretó), que fou recuperada per diferents artistes contemporanis com a símbol de la independència bretona (sobretot Gilles Servat).
Reconciliat amb Carles VI de França, va governar en pau el seu ducat però va haver de fer front a la rebel·lió d'Olivier de Clisson. Va aconseguir amb dificultat recomprar als anglesos la plaça de Brest el 1397 que aquests continuaven ocupant indegudament.
Va morir el 1399.

### Matrimonis i descendència

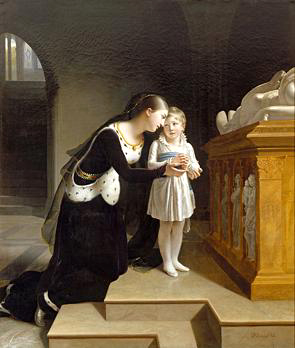
Joana de Navarra i Artur sobre la tomba de Joan IV

Primer el duc va contreure dos matrimonis sense descendència. El juliol de 1355, es va casar en primeres noces a Londres amb Maria d'Anglaterra (1344-1362), filla d'Eduard III d'Anglaterra i de Felipa d'Hainaut. Quatre anys després de la mort de Maria, el maig de 1366, es va casar a la mateixa ciutat amb Joana Holland (1350 - 1384), filla de Tomàs Holland i de Joana de Kent, comtessa de Kent.
L'11 de setembre de 1386, dos anys després de la mort de Joana Holland, es va casar en terceres noces a Guérande amb Joana de Navarra (1370 -1437), filla de Carles II de Navarra i de Joana de França. D'aquest unió van néixer:
- Joana (1387 -1388)
- Una filla (1388 -1388)
- Joan V (o VI) (1389 -1442) : duc de Bretanya
- Maria (1391 -1446), casada el 1396 amb Joan III (1385 -1415), comte d'Alençon
- Margarida (1392-1428), casada amb Alan IX de Rohan
- Artur III (1393-1458): comte de Richemont i després duc de Bretagne
- Gil (1394-1412) senyor de Chantocé
- Ricard (1395-1438), comte de Vertus, d'Etampes et de Mantes
- Blanca (1397- morts després de 1419), casada amb Joan IV d'Armanyac

Guiu XII de Laval fou l'administrador dels béns dels menors a la mort de Joan IV.